# 蘆沢信重
蘆沢 信重（あしざわ のぶしげ）は、安土桃山時代から江戸時代前期にかけての武将。通称は一万、宗六。
徳川家康の五男の武田信吉に仕え、慶長7年（1602年）の信吉の転封に従って常陸国水戸藩に移る。のち徳川頼宣と徳川頼房にも仕え、家老（城代家老）となる。

## 生涯
徳川家康の命により家康の子武田万千代丸を補佐し、その後実父（葦澤君次）と同じ伊賀守を称し、佐野兵左衛門尉と共に勘定方を担当した。しかし、慶長8年（1603年）9月に万千代丸が病没すると、万沢君基（主税助）・帯金君松（刑部助）・河方永養（織部）・馬場忠時（八左衛門尉）ら4人の旧穴山氏の家老衆が家中を専断するようになったため、佐野と共に反家老派・奉行衆としてこれに対抗し、ついに家康に訴えてその改易処分に成功した（該当項参照）。家康は蘆沢の功績を称して千石を与えると同時に徳川頼宣の家臣に据え、水戸藩の基礎を担わせた。
1609年（1602年、1617年、1621年とも）の秋に、小生瀬村（現：大子町小生瀬）で、年貢納入を巡る農民と藩役人の行き違いにより、藩が小生瀬村の住人を皆殺しにする事件が起こった（生瀬騒動）。この時直ちに兵を率いて小生瀬を襲い、村民の皆殺しを断行した奉行が蘆沢伊賀守であるという。ただし、この事件に関する確かな記録もなければ、地元や近郷に残る村方文書にもこれを裏付ける史料も今のところ見当たらない。